# La Inconsciencia de Uoho
La Inconsciencia de Uoho es el primer disco del grupo Inconscientes, creado por el guitarrista y productor Iñaki "Uoho" Antón (Extremoduro, ex-Platero y Tú). El álbum fue editado bajo el sello Muxik, creado por el propio Iñaki y por Robe, cantante y guitarrista de Extremoduro. Además de Uoho, el grupo lo forman Miguel Colino y José Ignacio Cantera (bajista y batería también de Extremoduro), y Jon Calvo, vocalista y guitarra del grupo Memoria de Pez.
La grabación se efectuó íntegramente en "La Casa de Iñaki", el estudio con el que cuenta en Múgica, (Vizcaya); desde el 10 de diciembre de 2006 al 21 de enero de 2007; y fue masterizada en Londres por Tony Cousins (Metropoli Mastering). Consta de 11 temas de rock con un estilo personal influenciado por las trayectorias de los miembros del grupo: podría definirse como rock and roll básico, al estilo de Platero y Tú; con toques de rock duro al estilo de Extremoduro, compuestos por Iñaki y el vocalista de la banda, Calvo. La producción fue realizada por el propio Uoho.
La letra de la canción Una vez más empezaron a escribirla Iñaki y Fito Cabrales para Platero y Tú, y Uoho la terminó para este disco. También cuentan con la colaboración de Bátiz (ex-Fito & Fitipaldis) en Andar del revés. El tema Mujer brutal es una versión del tema Ace of Spades de Motörhead adaptada al castellano por el cantante de Gatibu, Alex Sardui.

## Lista de canciones
1. Cuestión de principios - 3:00
2. Dentro de una botella - 5:05
3. Luna - 5:05
4. Una vez más - 4:31
5. Sin querer - 3:37
6. Empieza la función - 4:24
7. Miedo a despertar - 3:40
8. Tendrá que ser otra vez - 2:55
9. Andar del revés - videoclip. - 4:11
10. Mujer brutal (Ace of Spades) - 2:50
11. Aprender a olvidar - 5:33

## Posiciones en las listas
| Año  | Lista      | Posición |
| ---- | ---------- | -------- |
| 2007 | PROMUSICAE | N.º 98   |